# Chikamatsu Monzaemon
Chikamatsu Monzaemon (近松 門左衛門?; 1653 – 1724) è stato uno scrittore e drammaturgo giapponese.

## Biografia
Fu il più grande autore di opere teatrali per il jōruri, il kabuki e il bunraku.
Discendente da una famiglia di guerrieri, il suo vero nome era Sugimori Nobumori, e tra i suoi numerosi pseudonimi si annoverarono anche quelli di Heiandô e di Sôrinshi.
Da giovane si trasferì a Kyoto, dove frequentò un gruppo di poeti haiku e prestò servizio presso una famiglia nobile e in affiancamento al principe Akiyoshi, che pur ritirandosi a vita monastica conservò una grande passione per il teatro, manifestatasi con scritti per il jōruri. Non è un caso, se Monzaemon trascorse un breve periodo all'interno di un monastero buddista anche dopo la morte del principe.
Durante l'annata 1673, il drammaturgo incominciò a scrivere i primi suoi testi teatrali per il kabuki, come ad esempio l'opera intitolata Fujitsubo no Onryô ("Lo spirito vendicativo della dama Fujitsubo", 1677) ed il jôruri Kazan-in Kisaki Arasoi ("La lotta per diventare sposa dell'imperatore Kazan", 1673).
Nel successivo decennio collaborò con prestigiosi artisti, come Sakata Tôjûrô, per il quale compose quasi tutti i suoi trentun drammi kabuki, ed il noto declamatore Yamamoto Tosa-no-jô per le opere jôruri.
Monzaemon si sposto nella città di Osaka, dopo aver iniziato nel 1686 la collaborazione con il famoso declamatore Takamoto Gidayû, che gli commissionò il dramma Shusse Kagekiyo ("Kagekiyo il trionfatore"), destinato a rappresentare un passo fondamentale nella lunga storia evolutiva del jôruri, in quanto l'elemento musicale e declamatorio vennero posti in secondo piano rispetto al dialogo e all'azione. Oltre a questo, anche i contenuti subirono una inversione di tendenza, grazie all'introduzione di tematiche sociali accanto a quelle tradizionali a sfondo storico.
Ai primi anni del Settecento risalirono i più grandi successi di Monzaemon, quali il dramma Sonezaki Shinjû ("Gli amanti suicidi di Sonezaki"), riguardante il suicidio di coppia e Shinjû Ten no Amijima ("Il castigo del cielo ad Amijima"), che rafforzò la teoria del suicidio come riscatto morale.
Nei drammi a sfondo sociale, definiti sewamono, l'autore si ispirò a eventi di cronaca e alle usanze, insistendo sui rapporti sentimentali impossibili a causa di impedimenti sociali. I contenuti raccolsero facilmente l'apprezzamento del pubblico, poiché riflettevano sia i conflitti tra i sentimenti e l'etica confuciana, sia i mutamenti dei "quadri" e delle figure sociali, visto che i commercianti assunsero il ruolo di protagonisti nei drammi al posto degli antichi condottieri e il suicidio d'amore rimpiazzava il tradizionale duello.
Tra i centoventi drammi scritti da Monzaemon, un'importanza non secondaria la svolsero anche le opere a sfondo storico, ripercorrenti leggende mitologiche e tradizionali. Il denominatore comune di queste opere fu la fusione della realtà e della immaginazione, la caratterizzazione psicologica dei personaggi, una forte carica drammatica e una indagine psicologica dei fatti e degli esseri.
Tra i drammaturghi emuli di Monzaemon, si può menzionare il suo coetaneo Ki no Kaion.
La compositrice Mayako Kubo ha scritto un'opera sul suo lavoro, dal titolo Osan - Das Geheimnis der Liebe ("Il segreto dell'amore"), nel 2004.

## Opere
- Kagekiyo il vittorioso (Shusse Kagekiyo) 1686
- Doppio suicidio d'amore a Sonezaki (Sonezaki shinju) 1703, ed. italiana Gli amanti suicidi di Sonezaki, in M. Muccioli, Il teatro giapponese. Feltrinelli 1962.
- Yūgiri e il vortice di Awa (Yūgiri Awa no naruto) 1710
- Il corriere dell'inferno (Meido no hiyhaku) 1711
- Le battaglie di Koxinga (Kokusenya Kassen) 1715
- Il castigo del cielo ad Amijima (Ten no Amijima) 1720
- Doppio suicidio d'amore a Amijima (Shinju Ten no Amijima) 1720
- L'inferno nella rivendita dell'olio o l'assassinio di una donna (Onna-goroshi abura jigoku) 1721